# Young Team
Young Team – debiutancki album studyjny szkockiego zespołu Mogwai, wydany 21 października 1997 roku.

## Album

### Historia
Album Young Team został nagrany latem 1997 w Chem19 Studios w Hamilton w Szkocji i wyprodukowany przez Paula Savage’a i Andy Millera. Zawiera głównie muzykę instrumentalną, z jednym znaczącym wyjątkiem (utwór „R U Still in 2 It”, w którym słychać wokal Aidana Moffata z grupy Arab Strap; tym niemniej w poszczególnych utworach słychać wgrane różne fragmenty rozmów: przez telefon („Tracy”), czytanie („Yes! I Am a Long Way from Home”), czy po prostu chaotyczne głosy („Katrien”). Album został zarejestrowany z wykorzystaniem ograniczonego instrumentarium, składającego się głównie z gitary, gitary basowej i perkusji, choć usłyszeć też można i inne instrumenty, jak dzwonki („Tracy”), fortepian („Radar Maker”, „With Portfolio”, „A Cheery Wave from Stranded Youngsters”) i flet („Mogwai Fear Satan”). Członkowie zespołu mieli napisane tylko trzy utwory, zanim weszli do studia.
Album został wydany 21 października 1997 roku w Stanach Zjednoczonych przez wytwórnię Jetset jako CD. Sześć dni później ukazał się w Wielkiej Brytanii jako podwójny LP.
Twórcą logo Mogwai Young Team wewnątrz okładki jest Adam Piggot. Logo to jest oparte na popularnym znaku używanym przez jeden z młodocianych gangów z Glasgow, Sighthill Youth Team. Japoński napis na okładce oznacza Fuji Bank. Zdjęcie wykonał i poddał inwersji Brendan O’Hare.
Album znalazł się na pozycji nr 97 listy Top 100 Albums of the 1990s opracowanej przez magazyn internetowy Pitchfork Media.

### Muzyka
Album opiera się na dwóch obszernych utworach: „Like Herod” (początkowo zatytułowany „Slint”, dla upamiętnienia zespołu o tej nazwie, który wywarł wpływ na Mogwai) oraz 15-minutowy „Mogwai Fear Satan”, określony przez NME jako „ogień, świetność, melancholia i smutek”.

### Lista utworów
| 1. | Yes! I Am A Long Way From Home | 5:57  |
|    |                                |       |
| 2. | Like Herod                     | 11:41 |
|    |                                |       |
|    |                                | 17:38 |
|    |                                |       |

| 1. | Katrien     | 5:24  |
|    |             |       |
| 2. | Radar Maker | 1:35  |
|    |             |       |
| 3. | Tracy       | 7:19  |
|    |             |       |
|    |             | 14:18 |
|    |             |       |

| 1. | Summer (Priority Version) | 3:28  |
|    |                           |       |
| 2. | With Portfolio            | 3:10  |
|    |                           |       |
| 3. | R U Still In 2 It         | 7:20  |
|    |                           |       |
|    |                           | 13:58 |
|    |                           |       |

| 1. | A Cheery Wave From Stranded Youngsters | 2:18  |
|    |                                        |       |
| 2. | Mogwai Fear Satan                      | 16:19 |
|    |                                        |       |
|    |                                        | 18:37 |
|    |                                        |       |

| 1.  | Yes! I Am a Long Way from Home         | 5:57    |
|     |                                        |         |
| 2.  | Like Herod                             | 11:41   |
|     |                                        |         |
| 3.  | Katrien                                | 5:24    |
|     |                                        |         |
| 4.  | Radar Maker                            | 1:35    |
|     |                                        |         |
| 5.  | Tracy                                  | 7:19    |
|     |                                        |         |
| 6.  | Summer" (Priority Version)             | 3:28    |
|     |                                        |         |
| 7.  | With Portfolio                         | 3:10    |
|     |                                        |         |
| 8.  | R U Still in 2 It                      | 7:20    |
|     |                                        |         |
| 9.  | A Cheery Wave from Stranded Youngsters | 2:18    |
|     |                                        |         |
| 10. | Mogwai Fear Satan                      | 16:19   |
|     |                                        |         |
|     |                                        | 1:04:31 |
|     |                                        |         |

Wszystkie utwory napisali: Stuart Braithwaite, Dominic Aitchison, Martin Bulloch i John Cummings, z wyjątkiem „R U Still in 2 It” (tekst: Aidan Moffat).

### Reedycja
Young Team został wznowiony 26 maja 2008 roku pod szyldem Chemikal Underground jako wydawnictwo  dwupłytowe. Pierwsza płyta zawiera zremasterowane nagrania z oryginalnego wydawnictwa, druga zaś – rzadkie nagrania z sesji Young Team i nagrania na żywo. Jedynie utwór „Young Face Gone Wrong” z drugiej płyty nigdy wcześniej nie był wydany, natomiast kolejne trzy nagrania ukazały się na różnego rodzaju kompilacjach i innych wydawnictwach.
| 1. | Young Face Gone Wrong    | 2:58  |
|    |                          |       |
| 2. | I Don't Know What to Say | 1:15  |
|    |                          |       |
| 3. | I Can't Remember         | 3:14  |
|    |                          |       |
| 4. | Honey                    | 4:18  |
|    |                          |       |
| 5. | Katrien (Live)           | 5:31  |
|    |                          |       |
| 6. | R U Still in 2 It (Live) | 8:01  |
|    |                          |       |
| 7. | Like Herod (Live)        | 7:53  |
|    |                          |       |
| 8. | Summer (Priority) (Live) | 2:59  |
|    |                          |       |
| 9. | Mogwai Fear Satan (Live) | 10:26 |
|    |                          |       |
|    |                          | 46:35 |
|    |                          |       |

### Muzycy

#### Mogwai
- Stuart Braithwaite (wymieniony w książeczce dołączonej do albumu jako „pLasmatroN”) – gitara, dzwonki
- Dominic Aitchison (wymieniony w książeczce dołączonej do albumu jako „DEMONIC”) – gitara basowa
- Martin Bulloch (wymieniony w książeczce dołączonej do albumu jako „bionic”) – perkusja
- John Cummings (wymieniony w książeczce dołączonej do albumu jako „Cpt. Meat”) – gitara
- Brendan O’Hare (wymieniony w książeczce dołączonej do albumu jako „+the relic+”) – fortepian, gitara

#### Muzycy dodatkowi
- Barry Burns – backmaskingowy monolog w „Yes! I Am a Long Way from Home”
- Mari Myren – monolog w „Yes! I Am a Long Way from Home”
- Aidan Moffat – wokal w „R U Still in 2 It”
- Shona Brown – flet w „Mogwai Fear Satan”

#### Produkcja
- Paul Savage – producent
- Andy Miller – producent
- Keith Cameron – książeczka dołączona do albumu (wyd. 2008)

## Odbiór

### Opinie krytyków

#### Oryginalny album
| Oceny łączne      | Oceny łączne |
| Publikacja        | Ocena        |
| ----------------- | ------------ |
| Album of the Year | 94/100       |
| Recenzje          |              |
| Publikacja        | Ocena        |
| AllMusic          | [ 9 ]        |
| NME               | 9/10         |
| Pitchfork         | 9.7/10       |
| Porcys            | 9.0/10       |
| RYM               | 3.72/5       |
| Sputnikmusic      | 4.5/5        |

Zdaniem Stephena Thomasa Erlewine’a z AllMusic „pierwszy długogrający album Mogwai spełnia obietnicę wczesnych singli i EP-ek, oferując złożony, przeplatający się zestaw pełzających utworów instrumentalnych, mieniących się dźwiękowych pejzaży i odłamków hałasu. Rozpoczynając od miejsca, w którym skończył się Ten Rapid, Mogwai wykorzystuje długość albumu na swoją korzyść, nagrywając serię utworów, które stapiają się ze sobą (…). Kiedy epicki 'Mogwai Fears Satan' zamyka album, staje się jasne, że zespół poszerzył horyzonty post-rocka, tworząc płytę pełną dźwiękowej inwencji i emocjonalnej siły, która brzmi niepodobnie do niczego, co stworzyli jego gitarowi rówieśnicy”.
Nick Mirov z magazynu Pitchfork stwierdza, iż „znakiem rozpoznawczym doskonałego zespołu jest zdolność do przyswojenia wpływów wielu zespołów, które pojawiły się przed nimi i rekonfiguracji swoich dźwięków w coś unikalnego i transcendentnego. Jeśli szukacie muzycznych drogowskazów, Mogwai ma ich mnóstwo - Tortoise, Sonic Youth, Slint i My Bloody Valentine, by wymienić tylko kilka”. Debiutancki album zespołu określił jako „kolekcję religijnie epickich utworów instrumentalnych, pełnych bujnych, rozedrganych gitar”. Wyróżnił utwory 'Like Herod', 'R U Still In 2 It' oraz 'Mogwai Fear Satan', który jest według niego „zdecydowanie najdokładniejszą dźwiękową reprezentacją teorii Wielkiego Wybuchu w historii muzyki”. Cały album ocenił jako „jeden z najlepszych albumów 1997 roku” dając mu 9.7 pkt (na 10).
„Mogwai Young Team to dzieło fenomenalne” – uważa John Mulvey z NME uzasadniając: „Jest bezwstydnie awangardowy, ale pokazuje, że awangarda może dorównać 'prostej' muzyce zarówno pod względem chwytających za serce melodii, jak i adrenalinowej rock'n'rollowej dzikości. Jest w dużej mierze instrumentalny, ale udowadnia - jakby to naprawdę wymagało udowodnienia – że muzyka instrumentalna może wyrazić obfity wachlarz emocji równie elokwentnie jak teksty”.
„Young Team naprawdę jest genialnym dziełem! Porażającym!” – ocenia Borys Dejnarowicz z magazynu Porcys.

#### Reedycja (2008)
| Recenzje   | Recenzje |
| Publikacja | Ocena    |
| ---------- | -------- |
| Pitchfork  | 9.2/10   |
| PopMatters | 9/10     |

Według Stuarta Bermana z magazynu Pitchfork „Mogwai nieco przesadzili, wznawiając swój debiutancki album Young Team w rozszerzonej, dwupłytowej edycji ledwie dekadę po jego ukazaniu się (…). Jednak w tym konkretnym przypadku reedycja pełni bardziej funkcję praktyczną niż kanoniczną - wytwórnia, która wydała Young Team w USA w 1997 roku, Jetset, zniknęła kilka lat temu, przez co to, co wciąż jest najbardziej spójnym i konsekwentnie trzymającym w napięciu albumem zespołu, jest najtrudniejsze do znalezienia na naszych wybrzeżach. Mimo to, wersja 'Satan', która zamyka tę kolekcję (…) dodaje jeden efekt dźwiękowy, który oryginalna wersja Young Team jedynie sugerowała: dźwięk ekstatycznego aplauzu potwierdzającego, że umysły zostały dobrze nadmuchane”.
„Chemikal Underground daje wam cały (w dużej mierze zbędny) drugi dysk, abyście mogli cieszyć się remasteringiem tej edycji” – uważa Ian Mathers z magazynu PopMatters dodając: „Przeróbka oryginalnego albumu jest, żeby powiedzieć jasno, wystarczającym powodem, by nabyć Deluxe Edition samodzielnie. Jeśli masz już Young Team, to musisz usłyszeć go w jego właściwej formie, a jeśli nie masz, to (jakkolwiek banalnie to powiedzieć), czeka cię niezła jazda. Drugi krążek to przyjemny dodatek lub dokument historyczny: niewydany utwór i dwa niezwykle rzadkie utwory o niewielkim znaczeniu, koncertowe wykonania 'Katrien', 'R U Still in 2 It', 'Like Herod', 'Summer (Priority Version)' i oczywiście 'Mogwai Fear Satan' w odchudzonej wersji” – konkluduje autor.

### Listy tygodniowe
| Kraj            | Lista                 | Pozycja |
| --------------- | --------------------- | ------- |
| Szkocja         | Scottish Albums Chart | 69      |
| Wielka Brytania | UK Albums Chart       | 75      |
| Wielka Brytania | UK Independent Albums | 10      |

### Sprzedaż
Album został sprzedany na terenie Wielkiej Brytanii w liczbie ponad 30 tysięcy egzemplarzy. Ugruntował zarówno rentowność finansową wytwórni Chemikal Underground jak i jej wpływ na kulturę.